# Aleksandar Tuntjev
Aleksandar Tuntjev, född 10 juli 1981 i Pazardzjik, är en bulgarisk fotbollsspelare. Sedan 2013 spelar han i den bulgariska klubben PFC Lokomotiv Plovdiv, där han spelar som mittback.
Tuntjev började sin karriär i klubben från hemstaden Hebar Pazardzhik där han spelade i lagets u-lag. År 2001, efter drygt ett år i a-laget, skrev han på för laget Belasitsa. Där blev han kvar i ett år. 2002 skrev Tuntjev på för Lokomotiv Plovdiv. I Plovdiv blev han kvar i fyra tills 2006 då han skrev på för den dåvarande bulgariska mästarklubben PFC CSKA Sofia. Tuntjev blev kvar i den bulgariska huvudstaden Sofia i två år.
I juli 2008 skrev Tuntjev på för den engelska klubben Leicester City för drygt 400 000 pund. Tuntjev fick en ordinarie starplats då Leicester spelade i League One. Men Tuntjev, som genom hela sin karriär varit skadebenägen, drog på sig en korsbandsskada i januari 2009. Tuntjevs säsong var över, han tilldelades dock en vinnarmedalj då Leicester vann League One. Tunchev var även skadad i den följande 09/10 säsongen han spelade i Liga Cupen mot Preston North End men då skadade han sig igen.

## Landslaget
Aleksandar Tuntjev har spelat 20 matcher för Bulgarien sedan 2005. Han har gjort ett mål, det kom mot Luxemburg i kvalet till EM 2008.

## Meriter
Lokomotiv Plovdiv
- Bulgariska ligan: 2004
- Bulgariska supercupen: 2004

CSKA Sofia
- Bulgariska ligan: 2005, 2008
- Bulgariska cupen: 2006
- Bulgariska supercupen: 2006

Leicester City
- League One mästare: 2009